# Écluse d'Encassan
L'écluse d'Encassan est une écluse double du canal du Midi située sur la commune de Avignonet-Lauragais dans la Haute-Garonne. Construite vers 1670, elle se trouve à 45,9 km de Toulouse (Ponts-Jumeaux).
L'écluse d'Encassan, ascendante dans le sens ouest-est, se trouve à une altitude de 185 m. Les écluses adjacentes sont l'écluse d'Emborrel à l'est et l'écluse de Renneville à l'ouest.

## Histoire
Cette écluse fait partie du premier tronçon du canal, le versant Garonne, reliant Toulouse au seuil de Seuil de Naurouze. Dans le projet initial l'écluse devait être une écluse simple, mais en 1972 la mise en eau a mis en évidence des problèmes de nivellement qui ont été compensés par la création d'un second bassin (et d'une troisième porte), transformant ainsi l'écluse en écluse double.

## Situation
L'écluse est située à 45,893 km de Toulouse (le kilomètre zéro étant le Port de l'Embouchure) et une altitude de 185 m. C'est la treizième écluse sur soixante-trois (toujours en considérant le sens Toulouse - Méditerranée), distante de 2 848 m de l'écluse de Renneville (écluse numéro 12) et de 1 560 m de l'écluse d'Emborrel (écluse numéro 14).
Historiquement cette écluse est la première de la Division de Naurouze, la deuxième du canal (en partant depuis Toulouse) longue de seulement onze kilomètres.

## Caractéristiques
L'écluse est dite montante, c'est-à-dire que dans le sens de référence (le sens ouest-est, c'est-à-dire depuis Toulouse vers la mer Méditerranée) l'altitude du canal est plus élevée à sa sortie qu'à son entrée,. Sa hauteur de chute, c'est-à-dire la différence de niveau entre son aval et son amont, est de 4,85 mètres pour une longueur de 82 mètres.
L'écluse est double : elle est composée de deux bassins successifs, et de trois portes.